# Richard Wellesley, 1. markýz Wellesley

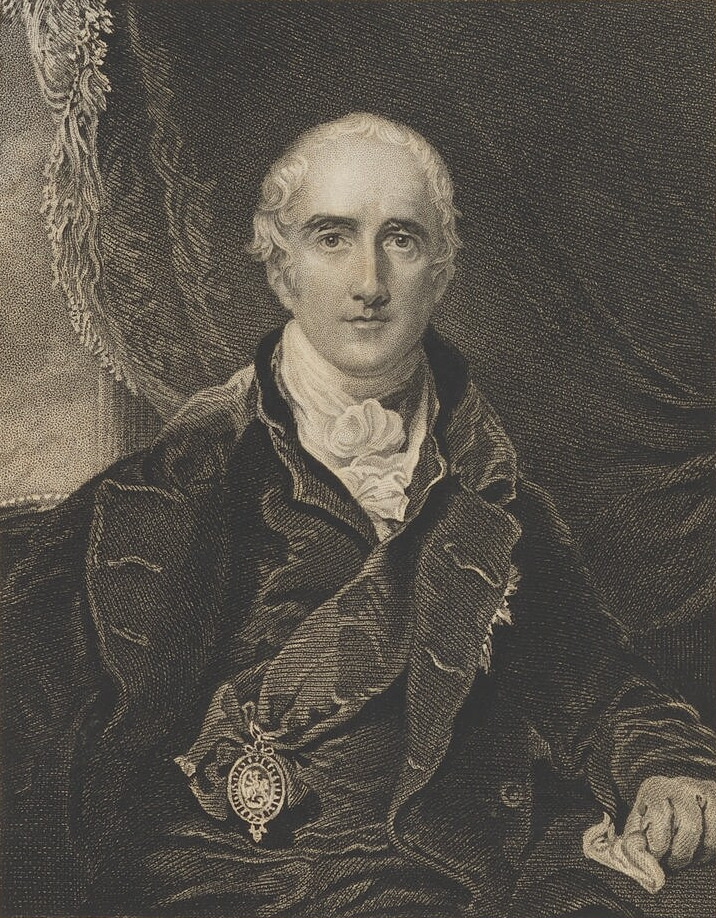
Richard Wellesley, markýz Wellesley (1760–1842)

Richard Charles Cowley Wellesley, 1. markýz Wellesley (Richard Wellesley, 1st Marquess Wellesley, 2nd Earl of Mornington, 3rd Baron Mornington) (20. června 1760 Dangan Castle, Irsko – 26. září 1842 Londýn) byl britský státník ze šlechtického rodu Wellesleyů. Proslul především jako generální guvernér v Indii, za napoleonských válek se uplatnil jako diplomat a byl britským ministrem zahraničí, později zastával dvakrát funkci místokrále v Irsku, kariéru završil v nejvyšších dvorských úřadech. I když patřil k významným osobnostem první poloviny 19. století, nedosáhl věhlasu svého mladšího bratra maršála 1. vévody Wellingtona.

## Mládí
Narodil se v Irsku na rodovém sídle Dangan Castle jako nejstarší syn Garretta Wellesleye, 1. hraběte z Morningtonu (1735–1781), a jeho manželky Anne Hill (1742–1831). Studoval v Etonu a poté na univerzitě v Oxfordu, mezitím byl krátce poslancem irského parlamentu (1780–1781), ale již v roce 1781 zdědil po otci rodové tituly a stal se irským peerem, musel ale prodat část zadlužených statků. V roce 1784 byl jmenován členem irské Tajné rady a v letech 1784-1797 byl poslancem Dolní sněmovny. Zároveň začal zastávat nižší vládní úřady (lord pokladu 1786-1797, vládní komisař Východoindické společnosti 1793-1797), od roku 1793 byl též členem Tajné rady. V parlamentu a vládních funkcích se začal zabývat problematikou kolonií a zahraniční politikou, přičemž razantně podporoval premiéra W. Pitta.

## Generální guvernér v Indii

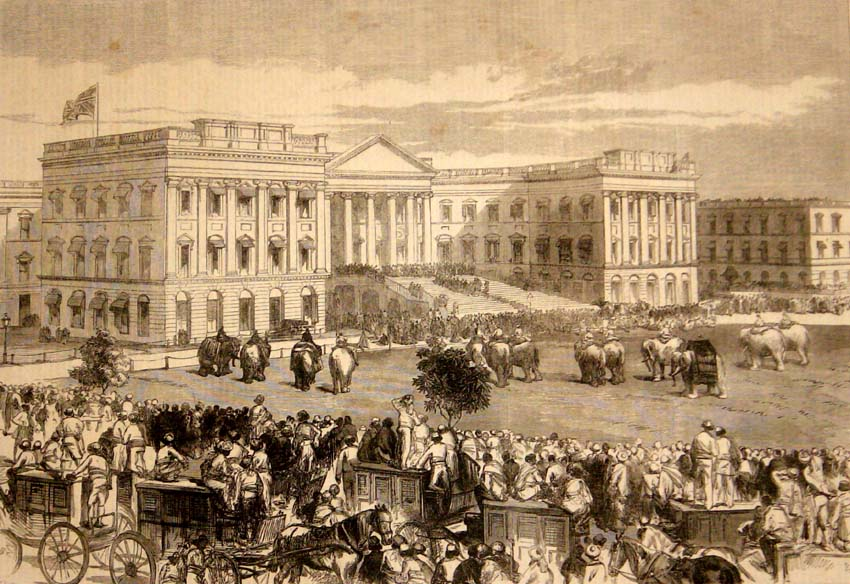
Místodržitelský palác Government House v Kalkatě postavený v letech 1799–1803 na podnět markýze Wellesleye

V roce 1797 byl jmenován generálním guvernérem v Indii, kam přijel v dubnu 1798. Následoval své předchůdce, kteří se po ztrátě amerických kolonií snažili zvětšit britské území v Indii. Jako svůj nejdůležitější úkol vnímal potlačení vlivu Francie a jejích indických spojenců, což se mu podařilo dobytím Seringapatamu (1799) a dalšími úspěšnými výboji. Za tyto zásluhy byl v roce 1799 povýšen na markýze. Významně jej zde podporovali i jeho mladší bratři ve vojenské a diplomatické sféře (Arthur a Henry). Věnoval se též jiným oborům a snažil se zrušit některá omezení v obchodu mezi Indií a Británií, založil také akademii Fort William College zaměřenou na výuku indických jazyků pro britské úředníky. Pod heslem, že Indii je nutno řídit z paláce a ne z venkovského domu, nechal v Kalkatě v letech 1799–1803 vystavět monumentální Government House. Přestože patřil k nejúspěšnějším správcům Britské Indie, nakonec se dostal do sporu s vedením Východoindické společnosti a v roce 1805 byl odvolán z funkce generálního guvernéra.

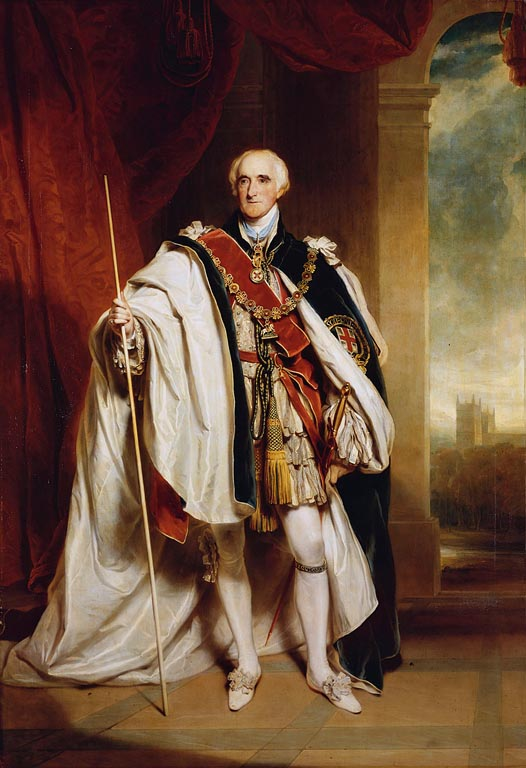
Markýz Wellesley s Podvazkovým řádem jako nejvyšší hofmistr (1833)

## Ministr zahraničí a místokrál v Irsku
Po návratu do Anglie dostal nabídku ke vstupu do vlády vévody z Portlandu, což ale odmítl, protože v té době čelil obžalobě za zpronevěru z doby svého působení v Indii. Obvinění bylo nakonec v roce 1808 velkou většinou zamítnuto oběma sněmovnami a v roce 1809 se stal vyslancem ve Španělsku. V letech 1809–1812 byl státním sekretářem zahraničí, z této funkce nakonec odstoupil kvůli nedostatečné podpoře vlády jeho bratru Arthurovi, který tehdy bojoval na Pyrenejském poloostrově. V roce 1810 byl jmenován rytířem Podvazkového řádu, po odchodu z vlády v roce 1812 byl téměř deset let v opozici.
V letech 1821–1828 byl místokrálem v Irsku, kde se věnoval především otázce emancipace katolíků, v tomto tématu se názorově rozešel se svým bratrem Arthurem, který se v roce 1828 stal premiérem. Wellesley předpokládal, že jej mladší bratr přizve do kabinetu, ten ale prohlásil, že ve vládě není místo pro každého, kdo by chtěl. Wellesley proto téhož roku rezignoval na funkci irského místokrále, zadostiučiněním pro něj ale bylo, že Wellingtonova vláda následně uznala emancipaci katolíků. Následně byl Wellesley lordem nejvyšším hofmistrem (1830–1833) a lordem nejvyšším komořím (1835), mezitím opět krátce místokrálem v Irsku (od září 1833 do 1. ledna 1835).

## Rodina

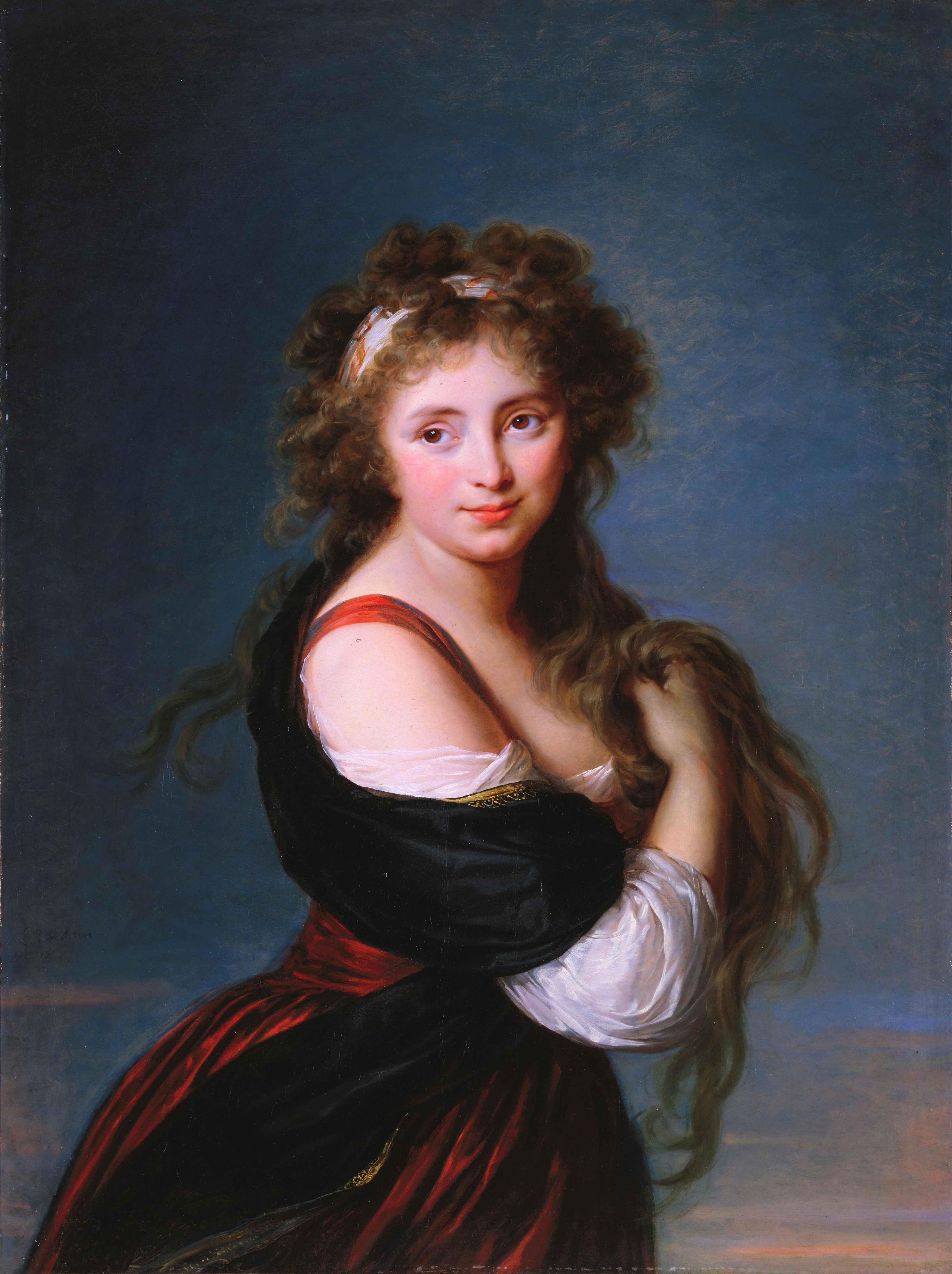
Francouzská herečka Hyacinthe Roland (1766–1816), první manželka markýze Wellesleye

V roce 1794 uzavřel morganatické manželství s francouzskou herečkou Hyacinthe Roland (1766–1816), která se nikdy nenaučila anglicky a nebyla přijata vyšší společností. Měli spolu pět dětí, které ovšem nemohly převzít otcovy tituly, nejstarší syn Richard Wellesley (1787–1831) se navíc narodil ještě před svatbou rodičů. Přestože byl nemanželským synem francouzské herečky, mohl se stát členem Dolní sněmovny a krátce byl i lordem pokladu. Po smrti matky se ale i se svými sourozenci dostal do sporu s klanem Wellesleyů a následné finanční problémy jej nakonec přivedly k sebevraždě.
Markýz Wellesley zemřel v Londýně v roce 1842 ve věku 82 let a byl pohřben v kapli školy v Etonu. Jeho úmrtím zanikl markýzát Wellesley, starší rodový titul hrabat z Morningtonu zdědil mladší bratr William.